# مارتین هلد
مارتین هلد (آلمانی: Martin Held؛ ‏ ۱۱ نوامبر ۱۹۰۸ – ۳۱ ژانویهٔ ۱۹۹۲)  بازیگر سینما و بازیگر تلویزیون اهل آلمان بود.
از فیلم‌های معروف او می‌توان به بازی در  کاناریس و قدیمی‌ترین حرفه اشاره کرد.
وی در سال ۱۹۶۵ برنده جایزه بهترین بازیگر مرد در جشنواره بین‌المللی فیلم مار دل پلاتا شده است.